# Psychoda tumorosa
Psychoda tumorosa är en tvåvingeart som beskrevs av Quate 1967. Psychoda tumorosa ingår i släktet Psychoda och familjen fjärilsmyggor. Inga underarter finns listade i Catalogue of Life.